# レオンハルト・フックス

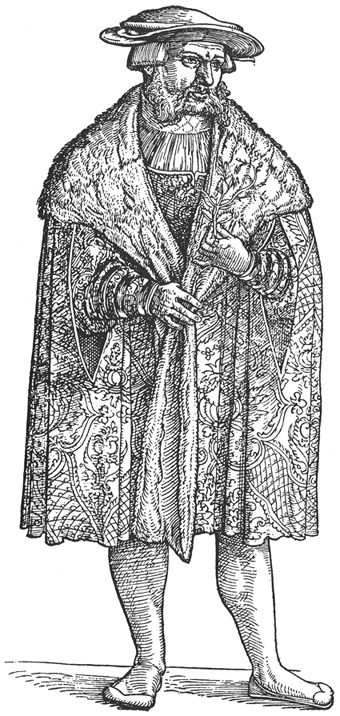
Leonhart Fuchs

レオンハルト・フックス（Leonhart Fuchs または Leonhard Fuchs、1501年1月17日 – 1566年5月10日）は、ドイツの医師、植物学者である。オットー・ブルンフェルス、ヒエロニムス・ボックとともに、「ドイツ植物学の父」の1人とされる。50冊を超える著書があり、その大半は医学書であるが、植物の分野でも本草書『植物誌』で知られる。
アカバナ科の低木フクシア（Fuchsia）は、フックスにちなんで命名された。

## 来歴
バヴァリアのヴェムディングの資産家の家に生まれた。1517年、16歳でエルフルト大学の学士号を取得。1521年にインゴルシュタット大学で文学修士（Magister Artium）となり、1524年に医学博士号を取得。1524年から1526年までミュンヘンで医者を開業した後、インゴルシュタットの医学の教師となった。1528年から1531年の間はブランデンブルク辺境伯の侍医を務めた。1553年にチュービンゲン大学に招かれ、医学部の教授として理論・解剖学・医療植物学を教え、薬草園を作った。13年間チュービンゲン大学で働き、7度学長を務めた。

## 当時の植物学の状況
ヨーロッパの植物学では、ディオスコリデスら古代ギリシャ・ローマの古典が、1500年以上絶対視されており、また、薬草以外の植物が注目されることはなかった。しかし、フェラーラ大学教授ニッコロ・レオニチェーノ（Niccolò Leoniceno）が、1492年に『大プリニウスおよびその他の大部分の刀圭家の医学上の誤りについて』（De Plinii et plurium aliorum medicorum in medicina erroribus.）を発表し、古代の植物学の権威は揺らぎ始めていた。
フックスの植物研究は、このような変革の影響を受けて行われた。同時代のドイツでは、オットー・ブルンフェルス、ヒエロニムス・ボックらが先陣を切っており、フックスを含めた3人が「ドイツ植物学の父」と呼ばれているが、特にフックスの研究がルネサンス期後半の植物研究に影響をあたえた。

## 『植物誌』
1542年の本草書『植物誌』（De Historia Stirpium Commentarii Insignes , 『新植物誌』、『薬草誌』とも）で、フックスは植物について簡潔に説明し、ディオスコリデス、プリニウス、ガレノスなどギリシャ・ローマの古典に拠りながら薬効を説明し、どんな病気に効くか記した。また、植物の形態に注目して、薬草以外の植物も取り上げ、植物学の確立に貢献した。
『植物誌』は、ドイツ産の植物約400種と、外国産の植物約100種が掲載された。そのうち約40種は初出で、トウモロコシやトマトなどアメリカ原産の植物も5種収録されている。ラテン語と数カ国語の植物名、形態、産地、採集最適時期、気質（当時の医学では、薬草には熱・冷・湿・乾の4つの気質があると考えられていた）、古代の文献に書かれた薬効が記載された。植物の説明は簡潔すぎることも多く、ディオスコリデスの『薬物誌』そのままの内容も多かった。難しい専門用語の意味を一覧にしたが、これは初めての植物用語解だった。
植物の図版は、職人のアルブレヒト・メイヤーとハインリヒ・フュッルマウラー、木版彫刻師のヴァイド・ルドルフ・スペクルらが作成した美しい木版画で、512枚が添付されて、その後の植物誌のスタイルのモデルとなった。図版は空想や転写によらず、実際の植物を基に製作された｡また、当時の本草書では、画家が勝手に絵を変更し、実際役に立たないことが多くあったため、フックスはそうした改変がないように目を光らせて、画家に細かい指示を与えた。図版がその植物の典型的な姿になるよう注意し、見本に特有の特徴は排除した。また、実際に見極めるときに役立つよう、一本の植物に花と果実を一緒に描かせることもあった。
ディオスコリデスの『薬物誌』に掲載された植物の名称は、古代と当時のドイツで異なることが多々あり、実用的な本草書として使うには不正確になっていた。フックスは、『薬物誌』の植物が正確にどれなのか確定し、古代ギリシャ・ローマの植物名を定着させようとしたが、ドイツから出たことがなく、ギリシャの植物を直接見たことがなかったため、研究は順調とはいかなかった。フックスの努力と、多少の幸運もあり、大半の植物を確認した。
『植物誌』刊行後、フックスはドイツ語訳、フランス語訳を出版し、さらなる研究を進めた。『植物誌』増補版のために原稿を書きため、その図版は400を超えていたが、出版業者が亡くなり、高価な本草書の出版を引き受ける業者はあらわれなかった。1566年にフックスは亡くなり、あとには原稿が残された。

## 著書
- Errata recentiorum medicorum (Errors of recent doctors, Hagenau, 1530)
- Eyn Newes hochnutzlichs Büchlin/und Anothomi eynes auffgethonen augs/auch seiner erklärung bewerten purgation/Pflaster/Tollirien/Sälblin pulvern unnd wassern/wie mans machen und brauchen sol (A new, very useful book and anatomy of the open eye/also an explanation of useful purgatives/plasters/poultices/salves, powders and waters/how one should make and use them), 1539.
- Alle Kranckheyt der Augen (All diseases of the eye), 1539.
- De Historia Stirpium Commentarii Insignes (Notable commentaries on the history of plants, Basel, 1542) Digitalisat der 931 S.
- New Kreüterbuch (1543)
- Apologia Leonardi Fuchsii contra Hieremiam Thriverum Brachelium, medicum Lovaniensem : qua monstratur quod in viscerum inflammationibus, pleuritide praesertim, sanguis e directo lateris affecti mitti debeat. – Digitalisierte Ausgabe der Universitäts- und Landesbibliothek Düsseldorf

## 『植物誌』の画像

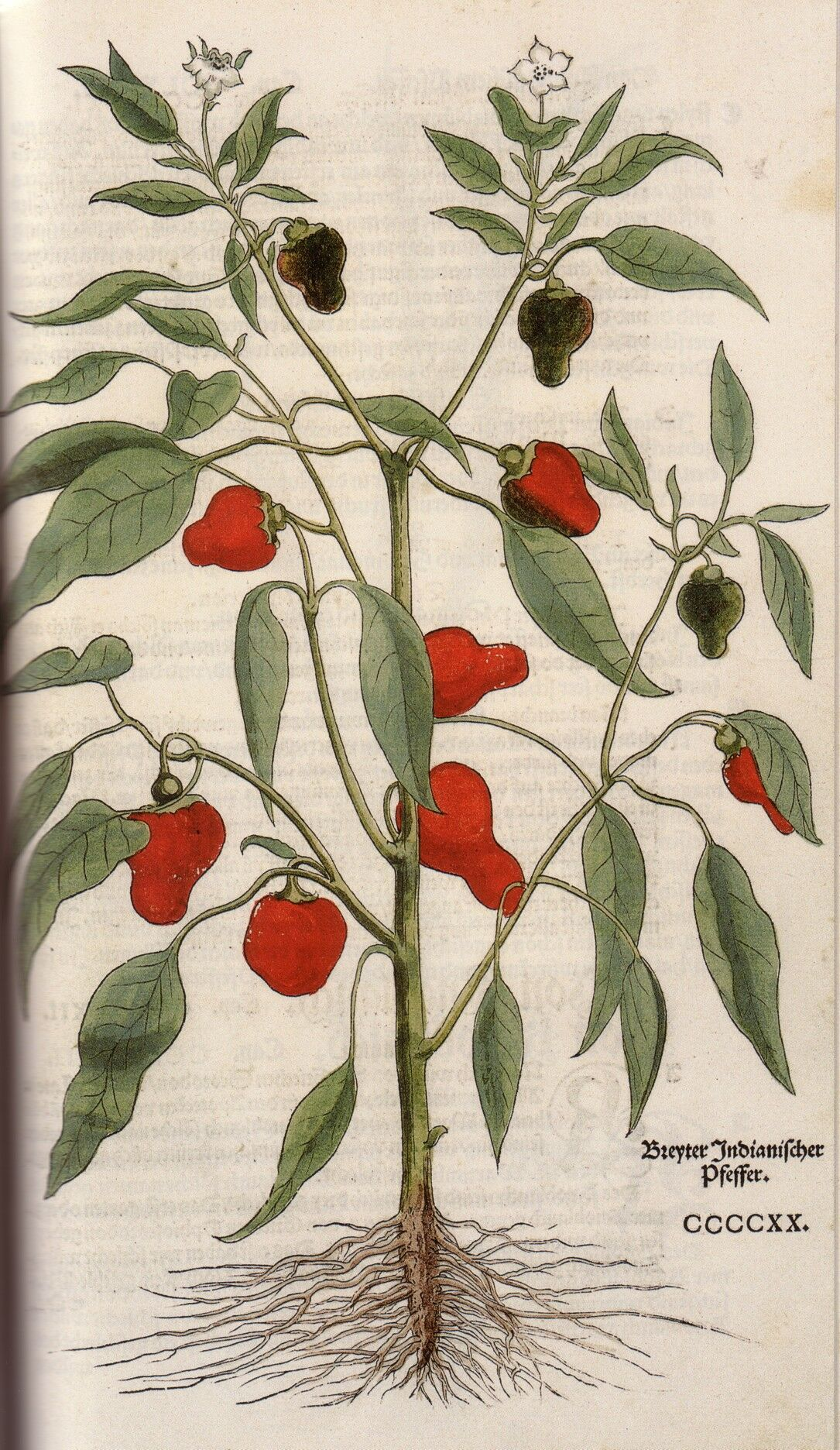
ハラペーニョ (1)
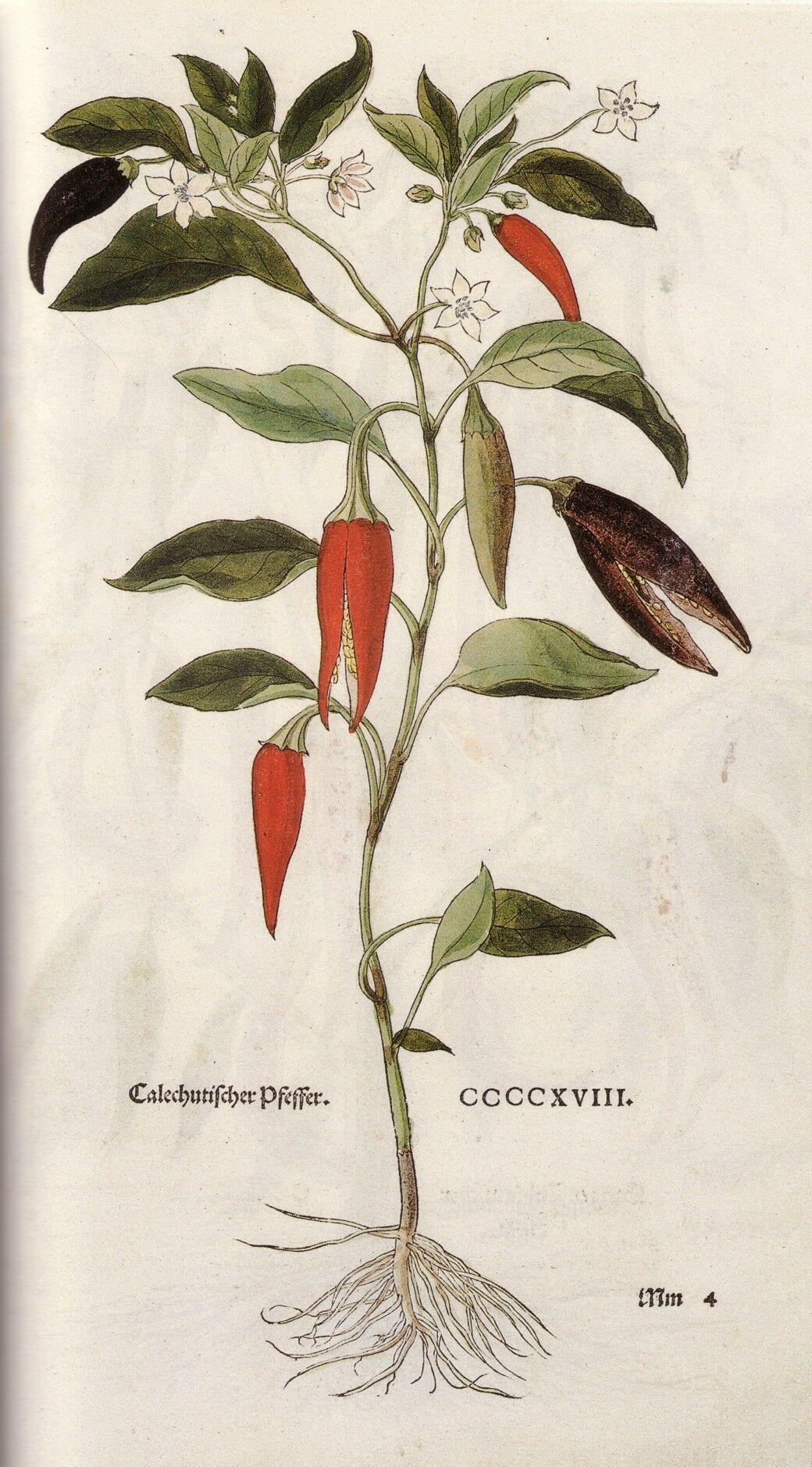
ハラペーニョ (2)
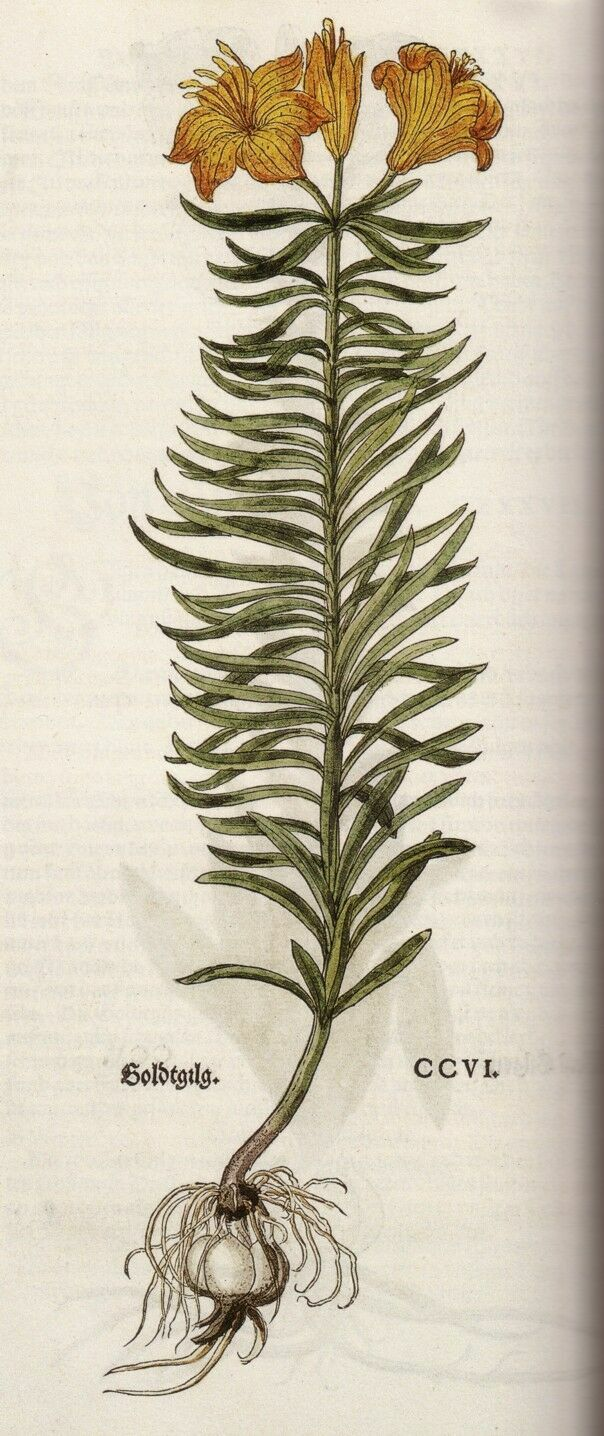
オレンジリリー

## 注
1. ↑  von Sachs, Julius; Garnsey, Henry E. F. (translator) (1890). History of Botany (1530–1860). Oxford at the Clarendon Press. p. 13
2. ↑  Vines, Sydney Howard (1913). “Robert Morison 1620–1683 and John Ray 1627–1705”. In Oliver, Francis Wall. Makers of British botany. Cambridge University Press. p. 9
3. 1 2 3  新指定貴重書および準貴重書について-第35回貴重書等指定委員会- 国立国会図書館
4. 1 2 3 4 5 6 7 8  ロバート・ハクスリー 著、植松靖夫 訳 『西洋博物学者列伝 アリストテレスからダーウィンまで』 悠書館、2009年
5. ↑  “Book of the Week – De Historia Stirpivm Commentarii Insignes…”.   University of Utah. 2013年10月1日閲覧。
6. ↑  新指定貴重書および準貴重書について-第36回貴重書等指定委員会- 国立国会図書館
7. ↑  http://kajitsudo.jp/woodcut%20detail/fucks/fucks%20augentrost%20.html]
8. ↑  Towntil, Compedium of rare books, ATT, p48, 1998